# Brabantsche Compagnie

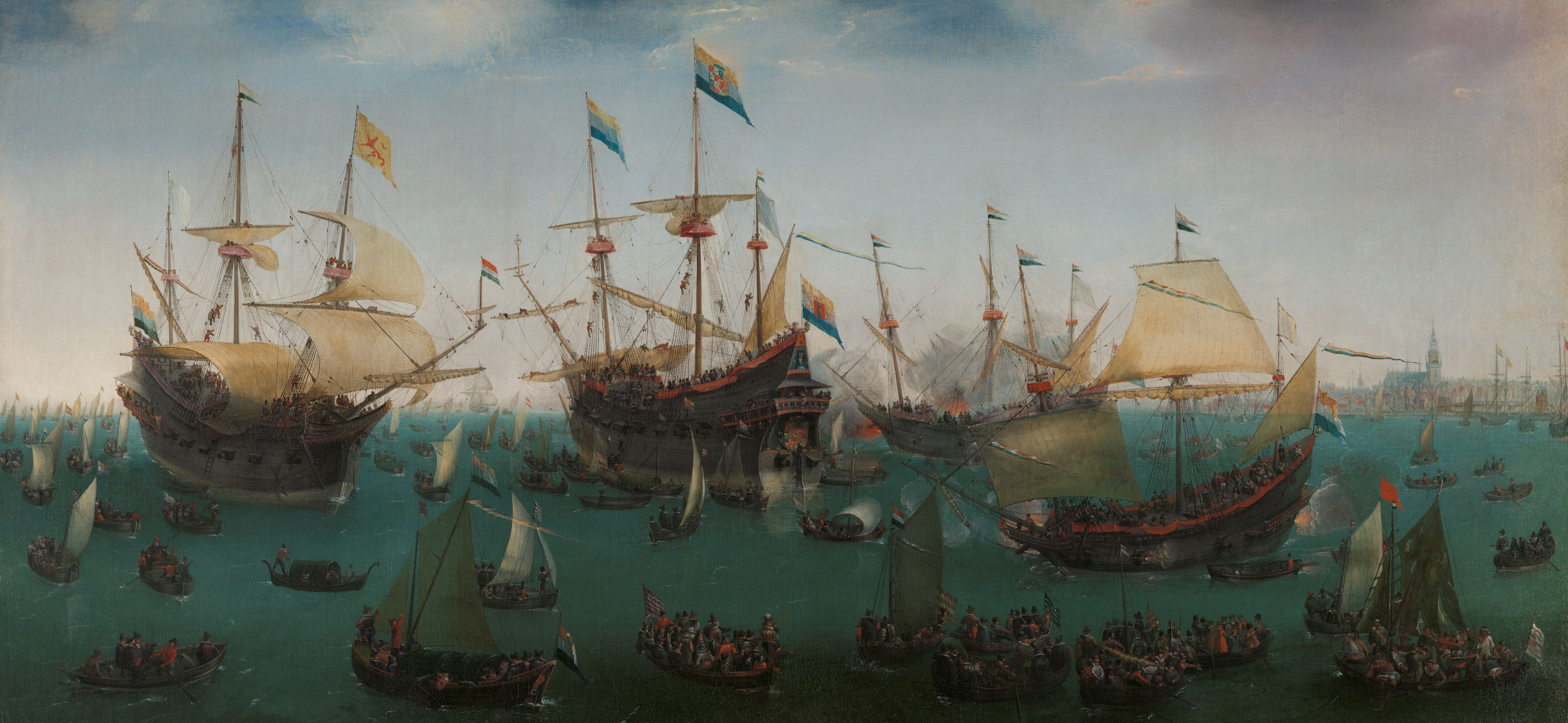
Terugkeer van de tweede Azië-expeditie van Jacob van Neck in 1599 door Cornelis Vroom (ca. 1591-1661)

De Brabantsche Compagnie, ook wel de Nieuwe Brabantsche Compagnie genoemd, was een van de voorlopers van de Vereenigde Oostindische Compagnie (VOC), een zogenaamde voorcompagnie.
De Brabantsche Compagnie werd opgericht in 1599, onder andere door Jacques de Velaer, Isaac le Maire, Hans Hunger, Marcus de Vogelaer en Gerard Reynst, kooplieden en reders uit Amsterdam. De naam werd gekozen, omdat een belangrijk deel van de inschrijvers uit de Zuidelijke Nederlanden afkomstig was die in het Amsterdam van toen allemaal 'Brabanders' genoemd werden.
Het doel was handel drijven op China. De compagnie vroeg de Staten-Generaal om toestemming voor vier zeereizen met vier tot acht schepen. Het werd voor twee reizen toegestaan, mits daadwerkelijk alleen naar China gevaren zou worden. Anders zou de concessie worden ingetrokken. De Staten van Holland en West-Friesland gaven dezelfde toestemming.
In 1600 ging de Brabantsche Compagnie met de Oude Compagnie over in de Verenigde Amsterdamse Compagnie. Deze maakte één zeereis en ging in 1602 met de compagnieën van Rotterdam, West-Friesland en Zeeland over in de VOC.

## Geschiedenis
Een voorcompagnie is een handelscombinatie uit de Republiek der Zeven Verenigde Nederlanden die handel dreef op Azië tussen 1594 en 1602, voordat de Vereenigde Oost-Indische Compagnie (VOC) werd gesticht. De voorcompagnieën werden gefinancierd door rijke Noord-Nederlandse kooplieden en rijke immigranten uit de Zuidelijke Nederlanden. Vanwege de moordende onderlinge concurrentie, ze namen elkaar de wind uit de zeilen, werden de compagnieën in 1602 door de overheid gedwongen zich voor 21 jaar te verenigen in de VOC, die het alleenrecht op de Aziatische vaart kreeg.
Voordat de VOC in 1602 het licht zag bestonden er in het tijdsbestek van zeven jaar 12 verschillende voorcompagnieën:
| - Compagnie van Verre - Nieuwe of Tweede Compagnie - Oude Compagnie - Brabantsche Compagnie | - Magelhaense Compagnie - Rotterdam - Magelhaense Compagnie - Amsterdam - Veerse Compagnie - Middelburgse Compagnie | - Verenigde Amsterdamse Compagnie - Compagnie van De Moucheron - Delftse Vennootschap - Verenigde Zeeuwse Compagnie |

Volgens een tijdgenoot "zeilde men elkaar het geld uit de beurs en de schoenen van de voeten". In totaal werden er tussen 1594 en 1601 vijftien expedities uitgestuurd waaraan 65 schepen deelnamen, inclusief de vier schepen van de Eerste Schipvaart, en exclusief de drie barre en mislukte tochten via de Noordkaap.

## Expedities Brabantsche Compagnie

### Negende Schipvaart
Op 21 december 1599 zeilden vier schepen uit onder Pieter Both (admiraal) en Paulus van Caerden (vice-admiraal). De vloot bestond uit het Hof van Holland (schipper Jacob Dirksz), de Verenigde Landen (schipper Klaas Gerritsz), de Nederland (schipper Ernst van Ommeren) en de Nassau (schipper Frederik Cornelisz). Na meer dan een half jaar varen kwamen de vier schepen in Bantam aan. Hier ontmoetten ze Steven van der Haghen van de Derde Schipvaart en Jacob Wilkens van de Vierde Schipvaart, beide uitgerust door de Oude Compagnie. Both sloot met hen een verbond om gezamenlijk peper in te kopen om de prijs te drukken. De Nederland en de Nassau werden geladen, en na het stichten van een factorij met enkele kooplieden keerde Both met deze schepen in februari 1601 terug naar Nederland, samen met Van der Hagen en zijn drie schepen en Wilkens met twee van zijn schepen.
Van Caerden was bij gebrek aan voldoende peper met de andere twee schepen naar Sumatra gegaan, waar hij in november tevergeefs probeerde handelsbetrekkingen aan te knopen met Atjeh en Frederik de Houtman los te krijgen. Na in eerste instantie vriendelijk ontvangen te zijn ontspoorden daarna de onderhandelingen over de koop van peper. Enkele scheepjes op de rede werden ontdaan van peper en in brand gestoken. De Houtman, die het gelukt was te ontsnappen naar de schepen, ging om de goede verstandhouding te bewaren als gijzelaar opnieuw aan land. Uiteindelijk keerde Van Caerden onverrichter zake terug naar Bantam. Daar laadde hij in maart 1601 alsnog zijn schepen met zakken peper. De Verenigde Landen en de Hof van Holland begonnen aan hun terugreis. Op 8 juli 1601 landde Van Caerden bij de Mosselbaai in Zuid-Afrika. De mosselen waren een welkome aanvulling op het dieet. In november van 1601 was de vloot terug in Holland (Texel).

### Expeditie onder Guillaume Senescal en Cornelis Pietersz

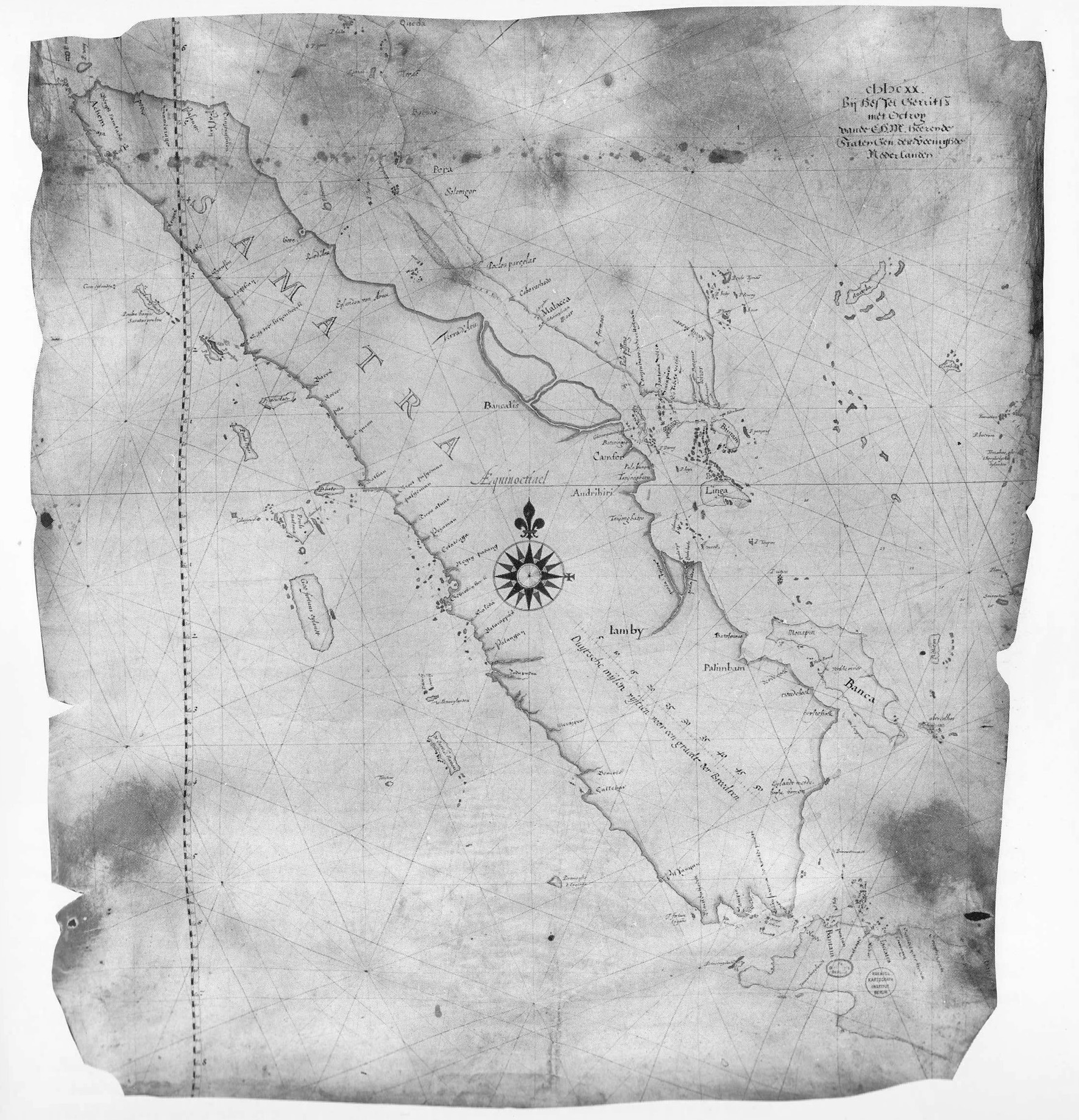
Kaart van Sumatra van Hessel Gerritsz.

De schepen de Witte Arend (met expeditieleider Guljam Senescal) en de Zwarte Arend (met koopman Cornelis Pietersz) zeilden uit op 20 juni 1600, het eerste deel van de reis gedeeltelijk opvarend met de op dezelfde dag vertrokken Vierde Schipvaart van Jacob van Neck. Al snel bleek dat ze te weinig voedsel bij zich hadden. Er werden rantsoenen ingesteld, tot woede van de bemanning. Zoals Pietersz. later schreef: 'welcke subyte veranderinge een tumult onder Jan Haegel veroorsaeckt heeft'. Muiterij en desertie konden door overreding in de kiem gesmoord worden.
De reders hadden opdracht gegeven om onderweg zo min mogelijk aan land te gaan, dus dat gebeurde pas eind september op het eiland Annobón, vlak onder de evenaar. Van de Portugezen konden ze fruit, kippen en varkens kopen. Kaap de Goede Hoop en Madagaskar werden overgeslagen. Begin maart moest de Zwarte Arend in een hevige storm haar grote mast kappen om niet te vergaan. Van de bezaanssteng werd een kleine mast gemaakt. Hierdoor verloor het schip aan snelheid en hield het de Witte Arend op in de zoektocht naar land, wat leidde tot een ruzie tussen Senescal en Pietersz. Geteisterd door scheurbuik verschenen de schepen pas eind juli 1601 voor de kust van Sumatra. Bijna 40 zeelieden waren toen al gestorven. In plaats van in Atjeh bleek men in Ticu te zijn, verder naar het zuiden. Sumatranen kwamen aan boord en er werd met succes onderhandeld over de koop van twee scheepsladingen peper. Toen Pietersz. en Senescal echter begin augustus met een kleine 20 man nietsvermoedend aan wal gingen werden ze gevangen genomen en hun handelsgoederen geconfisqueerd. Vijf van hen werden vermoord toen ze zich verzetten. De Sumatranen zeiden recht op schadevergoeding te hebben omdat andere schepen er zonder te betalen met peper vandoor waren gegaan. Volgens Pietersz en Senescal moesten dat Engelsen geweest zijn. Het kan ook zijn dat de beschuldiging betrekking had op de acties van Paulus van Caerden in de haven van Atjeh in november.
Na mislukte onderhandelingen over een losgeld (4000 realen van achten of afstaan van de Witte Arend) en een mislukte ontsnappingspoging van de gevangenen, vertrokken de schepen zonder hun leiders naar Bantam. Daar slaagden ze er in september in om alsnog peper te kopen. Om de zeer geslonken bemanning aan te vullen nam men voor de terugtocht op beide schepen 24 Javaanse zeelieden aan. De schepen sloten zich vervolgens aan bij de Dordrecht van Cornelis van Foreest van de Vierde Schipvaart van de Oude Compagnie, maar raakten achterop. In maart 1602 ontmoetten ze bij Sint-Helena de ook terugkerende Zeelandia en de Langebark van Laurens Bicker. Ook hij hielp hen met een tiental extra zeelieden, 'gelyck vrienden ende nabuyren, insonderheyt op sulcke reysen ende occasien, toestaet'. In juli waren ze terug in Nederland.

De gevangenen van Ticu kwamen eind 1601 vrij dankzij het bezoek in november van de Zeeuwse expeditie van Gerard le Roy en Laurens Bicker, die een diplomatieke brief bij zich hadden van prins Maurits gericht aan de sultan van Atjeh. Ook de al twee jaar gevangen zittende Frederik de Houtman en anderen werden toen vrijgelaten. De sultan was inmiddels gunstiger gestemd jegens de Nederlanders, die hij als bondgenoten begon te zien tegen de Portugezen. Ook het schip de Swarte Leeuw van de Atjehse vloot van Jacob van Heemskerck nam in februari enkele gevangenen mee, waaronder Cornelis Pietersz, die een verslag schreef van de reis tot en met de gebeurtenissen in Sumatra. Hij stierf niet lang daarna, op 20 juni, op de terugweg vanuit Bantam met de Swarte Leeuw.